# New Musik
New Musik è stato un gruppo musicale britannico formatosi a Londra nel 1977 e attivo fino al 1982. Molti gruppi hanno realizzato cover di brani della band, tra cui i Delegation con "Twelfth House" (1981), gli Alphaville con "On Islands" (1988), i Camouflage con "On Islands" (1989) e altre.

## Storia
I membri dei New Musik si sono conosciuti a scuola, nel corso di alcune jam session tra amici che presero il nome di "End of the world". Il produttore discografico Tony Mansfield era il cantante e frontman della band, già membro della "Nick Straker band" , aggiuntosi alla line-up originale a Straker, il bassista Tony Hibbert e al batterista Phil Towner. Quest'ultimo aveva suonato nel singolo di successo del gruppo The Buggles, "Video Killed the Radio Star"
Il loro primo singolo, "Straight Lines", è stato pubblicato dall'etichetta GTO Records nel 1979, e il loro album di debutto, "From A to B, è uscito nell'aprile del 1980. Straker lasciò la band per perseguire la carriera di solista, sostituito da Clive Gates.
La prima apparizione televisiva dei New Musik è stata al programma della BBC Top of the Pops nell'ottobre del 1979 con il singolo di debutto, "Straight Lines", grazie al quale ha ricevuto un alto Airplay sulla BBC Radio 1 dal DJ ospite Frank Zappa. L'album "From A to B", contenente quattro singoli di successo, "Straight Lines", "This World of Water", "Sanctuary" e "Living by Numbers" è entrato nella Top 40 della chart inglese. Nel 1980 l'azienda Casio ha utilizzato il brano "Living by Numbers" per una campagna pubblicitaria televisiva di calcolatrici, il cui slogan era "Such a digital lifetime", citando uno dei versi della canzone.
Nel 1980 fecero un tour con l'artista Elvis Costello. Suonarono inoltre al Rotterdam New Pop festival in Olanda lo stesso anno. Nel 1981 il gruppo ha iniziato un secondo tour nel Regno Unito e sono stati citati in un film documentario, "Listen to London", con i brani "Straight Lines" e "This World of Water".
Il secondo album della band, "Anywhere" è stato pubblicato nel 1981, raggiungendo la 68ª posizione nel Regno Unito. Dal disco sono stati estratti due singoli, i quali non sono riusciti a entrare tra le chart: "Luxury" e "While You Wait". Nel 1981 è stato pubblicato solo negli Stati Uniti l'album compilation "Sanctuary", composto da cinque brani estratti dall'album "From A to B" e altri sette da "Anywhere". Towner e Hibbert uscirono dalla band; i rimanenti Mansfield e Gates dovettero completare l'album prossimo al debutto con l'aiuto di musicisti esterni.
Dopo la scomparsa dell'etichetta GTO Records, il gruppo ha pubblicato nel 1982 il loro terzo e ultimo album, "Warp", più sperimentale rispetto alle loro precedenti pubblicazioni. "Warp" è quasi interamente elettronico, essendo tra l'altro uno dei primi album registrati principalmente con campionatori ed emulatori digitali. È caratterizzato da una versione elettronica del brano "All You Need Is Love" dei Beatles. I New Musik si sono sciolti poco dopo l'uscita dell'ultimo album.
Mansfield ha avuto poi successo nel campo della produzione lavorando con, tra gli altri, After the Fire, Aztec Camera, The B-52s, The Damned, Captain Sensible, Naked Eyes, Mari Wilson, Jean Paul Gaultier, Miguel Bosé, Ana Torroja.
La versione CD dell'album "From A to B" è stata pubblicata nell'anno 1994. La versione rimasterizzata con bonus track invece nel 2001. L'unica versione CD dell'album "Warp" è stata pubblicata soltanto in Giappone, sempre nel 2001, rimasterizzata e con tracce bonus.

## Formazione

### Ultima formazione
- Tony Mansfield (1977–1982)
- Clive Gates (1979–1982)
- Cliff Venner (1982)

### Altri membri
- Nick Straker (1977–1979)
- Tony Hibbert (1977–81)
- Phil Towner (1977–81)

## Discografia

### Album in studio
- From A to B (1980)
- Anywhere (1981)
- Warp (1982)

### Antologie
- Straight Lines (1980)
- Sanctuary (1981)

### Singoli
- Straight Lines
- Living by Numbers
- This World of Water
- On Islands
- Sanctuary
- Luxury
- While You Wait
- The Planet Doesn't Mind
- All You Need Is Love
- Warp